# Civitella in Val di Chiana
Civitella in Val di Chiana es una localidad italiana de la provincia de Arezzo, región de Toscana, con 9.119 habitantes.

Ubicación de la ciudad de Civitella in Val di Chiana dentro de la provincia de Arezzo.

## Evolución demográfica
| Gráfica de evolución demográfica de Civitella in Val di Chiana entre 1861 y 2001 |
|                                                                                  |
| Fuente ISTAT - Elaboración gráfica por parte de Wikipedia                        |